# Desaparición de Suzanne Lyall
La noche del 2 de marzo de 1998, Suzanne Lyall (nacida el 6 de abril de 1978), estudiante de la Universidad Estatal de Nueva York en Albany, dejó su trabajo en el Babbage's en el Crossgates Mall en el suburbio cercano de Westmere después de que la tienda hubiera cerrado. Se cree que tomó un autobús urbano desde el centro comercial hasta el Campus Uptown de la universidad, donde una compañera de clase dijo que vio a Lyall bajarse del autobús en Collins Circle, a poca distancia de su alojamiento. Nadie la ha visto desde entonces.
A la mañana siguiente, Lyall fue reportada como desaparecida. Esa tarde su tarjeta de crédito fue usada en un cajero automático de una tienda cercana para retirar 20 dólares. Según su novio, sólo ella y él conocían el PIN. Él tenía una coartada verificada para el momento de su desaparición, pero debido a su posterior negativa a cooperar con la policía no han podido descartarlo completamente como sospechoso. Se ha descartado a un hombre que utilizó el cajero automático más o menos a la misma hora. La policía del Estado de Nueva York sigue investigando el caso. Ha sido objeto de un episodio de la serie Desaparecidos del canal Investigation Discovery.  
Los padres de Lyall se han convertido en activistas a favor de las familias de otras personas desaparecidas, fundando una organización llamada Center for Hope para apoyar a esas familias. Estuvieron presentes cuando el presidente George W. Bush firmó la "Ley de Suzanne", promulgada como parte de la Ley PROTECT de 2003, que elevó de 18 a 21 años la edad en que la policía local debe informar al Centro Nacional de Información sobre el Crimen de una persona desaparecida. Cinco años más tarde, también firmó la Ley de Seguridad del Campus Suzanne Lyall, parte de la Ley de Oportunidades de Educación Superior, basada en una legislación similar que el estado aprobó el año después de la desaparición de Suzanne.  la cual requiere que los departamentos de policía de las universidades tengan planes para investigar los casos de personas desaparecidas y delitos graves en el campus. Una "Ley de Suzanne" aprobada varias veces por el Senado del Estado de Nueva York, pero que aún no ha sido votada en la Asamblea del Estado, también aumentaría las sanciones por crímenes violentos en y cerca de las instalaciones educativas en caso de convertirse en ley.

## Antecedentes
Suzanne Lyall nació en Saratoga Springs, Nueva York, en 1978, la más joven de los tres hijos de Doug y Mary Lyall. La familia vivía en el cercano Ballston Spa; sus dos hermanos mayores la describieron como "la querida de la familia", una chica tranquila que salía corriendo de la ducha con el pelo aún mojado para escribir poesía en su cuaderno después de que le llegara la inspiración , y era una gran fan del trío canadiense Rush. Mostró un temprano interés en las computadoras, incluso construyendo algunas desde cero. Después de que Suzanne se graduara en la escuela secundaria local con honores en 1996, asistió por primera vez a la Universidad Estatal de Nueva York en Oneonta durante un año, después de lo cual se trasladó a SUNY Albany, ya que pensaba que los cursos de informática en Oneonta no eran suficientemente elevados.
El traslado a Albany la acercó no sólo a su hogar sino también a su novio Richard Condon, un compañero de estudios varios años mayor que ella, con el que había empezado a salir cuando ambos estaban todavía en la escuela secundaria. Él compartía el interés de Suzanne por las computadoras; los dos charlaban frecuentemente de un lado a otro y él había configurado la computadora de ella para poder acceder a ella desde la de él. Complementó sus estudios y obtuvo algunos ingresos en dos trabajos fuera del campus. Uno de ellos era en una empresa de informática en Troy, el otro en una tienda Babbage's en el Crossgates Mall, a 3,2 km al oeste del campus en el suburbio de Westmere.
Suzanne llamó o envió un correo electrónico a sus padres, y/o a Condon, casi a diario. Mary Lyall recuerda que la última vez que habló con su hija, el 1 de marzo de 1998, Suzanne se había quejado de que le faltaba dinero en efectivo y que estaba esperando su próximo cheque de pago. Sin embargo, rechazó la oferta de su madre de prestarle algo de dinero en el ínterin.

## Desaparición
A finales de febrero de 1998, el gerente de Suzanne en Babbage's recordó que había estado estresada por un próximo examen de mitad de período, que dijo que no sólo necesitaba aprobar sino también sacar sobresaliente en él. Lo hizo la mañana del 2 de marzo y asistió a otras clases hasta las 4 p. m. Después de eso, pasó del Campus Norte de la escuela, donde vivía en el dormitorio Colonial Quad, a su trabajo en Babbage's. Según su gerente, ella sintió que le había "salido bien" el examen y que estaba un tanto baja de ánimo. Trabajó allí hasta que la tienda cerró a las 9 p. m., luego tomó un autobús de la Autoridad de Transporte del Distrito Capital de regreso al campus alrededor de las 9:20 p. m. El conductor, que trabajaba regularmente en esa ruta, confirmó más tarde que la había visto subir a su autobús
Sin embargo, no estaba seguro de haberla visto bajarse en la parada de Collins Circle en el campus, que estaba a pocos pasos de donde tenía su habitación. Sólo pudo decir con certeza que ella no estaba en el autobús cuando llegó al final de la ruta del centro. Sin embargo, una amiga de Suzanne dijo que la vio bajarse del autobús en Collins Circle. Eran aproximadamente las 9:45 p. m.. No se la ha vuelto a ver.

## Investigación
A la mañana siguiente, el 3 de marzo, Condon, que asistía a una universidad diferente en el área de Albany, llamó a Doug y Mary Lyall para decirles que Suzanne no había regresado a su domicilio la noche anterior y que no la encontraba en ningún otro lugar. Ella usualmente le llamaba por teléfono o le enviaba un correo electrónico después de regresar del trabajo y tampoco había respondido a sus llamadas a su alojamiento. Llamaron a la policía del campus para denunciar formalmente su desaparición, y la policía les dijo que las ausencias breves no eran infrecuentes en los estudiantes universitarios, por lo que no deberían preocuparse ya que era probable que reapareciera pronto.
Sin embargo, los Lyall se preocuparon, ya que este comportamiento no era propio de su hija. "Suzie no se comportaba así, no era una pèrsona arriesgada", dijo su padre. "No se iba de fiesta ni tomaba alcohol o drogas". Un oficial de la policía que fue a la que sería la próxima clase programada de Suzanne comprobó que no apareció a esa clase. Sus compañeras de alojamiento dijeron que Suzanne no había regresado a su habitación la noche del 2 de marzo, ya que no escucharon el tintineo de las llaves como siempre lo hacían cuando regresaba.
Los Lyall también llamaron al banco de Suzanne, quien los contactó más tarde ese día para informarles que la tarjeta de débito de su hija había sido utilizada para retirar 20 $ de un cajero automático en una tienda de Stewart's Shops en Albany aproximadamente a las 4 p. m. Dos días después,  un retraso que Doug Lyall criticó más tarde, la policía del campus estuvo de acuerdo, después de que Suzanne no asistiera a sus clases programadas, en que su desaparición no era un caso típico de una estudiante universitaria desaparecida y llamó a la policía estatal para que se hicieran cargo del caso. Los Lyalls y  la Universiadad de Albany ofrecieron una recompensa de 15,000 $ por alguna información que resolviera el caso. Se publicaron tarjetas con la foto de Suzanne y se repartieron por todo el campus y en las cercanías.

### Retirada de efectivo en cajeros automáticos
En las primeras dos semanas de la investigación, la policía investigó 270 pistas y registró 120 hectáreas cerca de Collins Circle, incluyendo la zona boscosa y el lago Rensselaer en el extremo este del Albany Pine Bush justo al otro lado de la Interestatal 90 La retirada de efectivo de los cajeros automáticos atrajo especialmente la atención de la policía. El establecimiento donde estaba ubicado el cajero tenía una cámara de seguridad, pero estaba enfocada hacia el área de alrededor del cajero y no mostraba directamente el cajero automático, por lo que no se pudo determinar quién lo estaba usando en el momento en que también lo hacía Suzanne. Sin embargo, se buscó a un hombre que probablemente lo había estado usando en esos momentos como un posible testigo, identificado públicamente por la gorra de béisbol Nike que llevaba puesta.
Quien hubiera usado la tarjeta sabía el PIN correcto. Condon dijo que solo él y Suzanne lo sabían. Además, según sus padres, ella siempre retiraba exactamente 20 dólares cada vez que iba al cajero automático.
Sin embargo, sus padres dijeron que el establecimiento, en la intersección de Central Avenue y Manning Boulevard, sureste del campus, no estaba en una parte de la ciudad a donde ella hubiera ido alguna vez. El empleado de turno en el momento en que Suzanne usó el cajero no la reconoció. La policía finalmente localizó al hombre con la gorra Nike y llegó a creer que no tenía nada que ver con el caso, aunque no pudieron excluirlo por completo.
El banco también les dijo a los Lyalls y a la policía que sus registros mostraban que la tarjeta de Suzanne se había usado para hacer dos retiros de diferentes cajeros automáticos el día que desapareció. Uno había sido en la mañana en un cajero cercano a la parada de autobús de Collins Circle, el otro en el centro comercial aproximadamente a la hora en que ella habría llegado allí a trabajar. Ambos habían sido por 20 $, por lo que parecía probable que los hubiera hecho ella. Pero Mary Lyall no podía imaginar por qué su hija habría hecho dos retiradas de efectivo en un día.

### Sospechas de comportamiento ilegal o deshonesto (juego sucio)
Los investigadores reflexionaron sobre la coincidencia con una desaparición similar de otra estudiante de licenciatura de SUNY Albany, Karen Wilson, que también había sido vista por última vez bajándose de un autobús público a 1,6 km del campus casi 13 años antes que el caso de Suzanne, en marzo de 1985. Una búsqueda intensiva en ese momento no había arrojado ninguna prueba, y su caso también seguía sin resolverse en 2018. Un violador convicto que violó la libertad condicional y abandonó la zona alrededor del momento en que Suzanne desapareció fue considerado brevemente como sospechoso, pero la policía lo entrevistó después de que regresó a Nueva York desde Illinois y lo excluyó.
Basándose en la incertidumbre del conductor del autobús sobre si Suzanne se había bajado en Collins Circle, la policía también comenzó a considerar la posibilidad de que nunca hubiera regresado al campus esa noche. Algunos investigadores incluso teorizaron que tal vez ni siquiera se había subido al autobús. En mayo, se encontró la etiqueta personal de control con el nombre de la tienda Babbage donde trabajaba a unos 27 m de la parada de autobús, en el estacionamiento, en la dirección opuesta en que habría tomado si hubiera regresado a su domicilio. Pero no se pudo determinar cuánto tiempo había estado allí, y la policía no pudo recuperar ninguna prueba forense de la misma.
Otra posibilidad vino de una compañera de trabajo de Suzanne en la tienda. Dijo a los investigadores que Suzanne le había dicho un mes antes de su desaparición que creía que estaba siendo acosada por alguien que no conocía. Sin embargo, la compañera de trabajo también dijo que Suzanne no parecía tenerle miedo a esa persona.
La policía nunca ha podido descartar por completo a Condon, el novio de Suzanne, como sospechoso de la desaparición. Mary Lyall más tarde le dijo a CBS News que su hija había tratado de terminar la relación con él en varias ocasiones, pero su novio se lo tomaba muy mal y por eso no le dejaba. Después de la desaparición Condon le dijo a la policía que Suzanne era su prometida, pero sus padres dijeron que ellos no estaban informados de eso.
Dos semanas antes de que Suzanne desapareciera, Mary recordó que ella y su hija habían viajado para ver a su propia madre cuando Suzanne le preguntó si podían detenerse en la casa de Condon, que estaba de camino. Suzanne dijo que quería darle a Condon una tarjeta de San Valentín . Si bien no sucedió nada inusual durante la breve parada, Mary dijo en 2012 que se preguntaba si su hija le había dado de hecho a Condon una " carta de Querido John " para terminar la relación. Debido al aumento de la tensión que parecía ver en la vida de su hija, comenzó a preguntarse si Suzanne podría haberse unido a otra persona; la policía nunca ha encontrado ninguna evidencia de que así fuera.
Condon tenía una coartada para el momento en que Suzanne desapareció: estaba jugando a videojuegos con un amigo, y el amigo confirmó esto cuando la policía le preguntó. Pero después de sus declaraciones iniciales con la policía, Condon se negó a realizar una prueba de detección de mentiras y les dijo que lo volverían a entrevistar solo si su abogado estaba presente. También se negó a respondera  preguntas de los medios sobre el caso en años posteriores; su madre dijo a la CBS en 2010 que Condon se había casado y había seguido con su vida.
En 2005, un hombre llamado John Regan, que se enfrentaba a un juicio por un secuestro en 1993 en Connecticut, fue arrestado después de intentar secuestrar a una estudiante en la preparatoria Saratoga Springs al llevarla a su camioneta desde la calle cercana de la escuela. Como Saratoga Springs está a poca distancia de Ballston Spa, la ciudad natal de los Lyall, la policía y la familia se preguntaron si él podría haber sido el responsable de la desaparición de Suzanne. Sin embargo, incluso después de que Regan fuera condenado por el intento de secuestro en Saratoga, se negó a discutir el caso Lyall con los investigadores.

### Esfuerzos posteriores
El caso sigue abierto, y la policía estatal continúa dando seguimiento a cualquier pista que se presente. En 2012, el canal de cable Investigation Discovery dedicó un episodio de Desaparecidos, su serie sobre casos de personas desaparecidas, a la desaparición de Suzanne. "Su historia nos pareció convincente", dijo la productora ejecutiva Elizabeth Fischer. "Esta es la historia de una estudiante universitaria de vida sana que desapareció".  
Doug Lyall murió en 2015; su esposa continúa tanto su activismo como su búsqueda. A lo largo de los años, 75 psíquicos se han puesto en contacto con los Lyalls dándoles consejos. Muchos de ellos han visto agua, lo que sugiere que Suzanne está muerta y su cuerpo ha sido sumergido en algún lugar. Si bien Mary Lyall los ha descartado, señalando que hay tantos cuerpos de agua en el Distrito Capital que esa información es demasiado vaga para ser útil, sin embargo, le dijo a Schenectady 's Daily Gazette en 2016 que  experimentaba constantemente "una extraña sensación",  cada vez que cruzaba el puente Crescent, a lo largo de la ruta 9 de EE. UU sobre el río Mohawk, entre Albany y Ballston Spa . En junio de ese año, un reportero del periódico la acompañó junto con una empresa local que realiza mapas de alta tecnología para que aplicase su tecnología al fondo del río en esa área; no se ha informado de si se encontró algo significativo.

## Activismo de los padres
Un año después de la desaparición de su hija, Doug y Mary Lyall comenzaron a presionar para que se hicieran cambios en la ley de Nueva York para abordar lo que ellos veían como deficiencias de la investigación original. A través de un grupo de apoyo a las víctimas, se enteraron de una pareja de California que había presionado con éxito a los legisladores para que hicieran cambios similares después de que su hija desapareciera en 1996 de un campus universitario en ese estado. Se pusieron en contacto con los legisladores estatales, quienes patrocinaron un proyecto de ley, formalmente conocido como la Ley de Seguridad del Campus, pero denominado "Ley de Suzanne", que requería que los colegios y universidades del estado tuvieran planes detallados para la investigación de delitos violentos y casos de personas desaparecidas que ocurrieran en el campus, así como la denuncia de estos últimos con prontitud al estado. El 6 de abril de 1999, el 21cumpleaños  de Suzanne, el gobernador George Pataki lo convirtió en ley,  requiriendo que las instituciones de enseñanza superior deben cumplir esta ley desde principios de 2000.
Los Lyalls entonces centraron sus esfuerzos en conseguir que se cambiara la ley federal para aumentar de 17 a 21 años la edad en que la policía local debe denunciar a las personas desaparecidas al Centro Nacional de Información sobre Delitos. En 2003, el presidente George W. Bush promulgó la Ley PROTECT de 2003, un proyecto de ley general de medidas destinadas a proteger a los niños de diversos tipos de daños, en el que estaba incluida la "Ley de Suzanne". También permitió que los departamentos de policía denunciaran esos casos al Centro Nacional para Niños Desaparecidos y Explotados, de donde podrían recibir servicios adicionales como la creación de folletos y carteles, así como la tecnología de progresión de edad aplicada a las imágenes de los desaparecidos.
Ese mismo año los Lyall asistieron a una conferencia en la que hablaron otras familias de personas desaparecidas. Quedaron particularmente impresionados por el discurso de una mujer, y cuando después hablaron con ella les dijo: "Podría haberme acostado en la cama con una manta sobre mi cabeza durante años, pero decidí realmente salir y hablar sobre esto". La pareja decidió seguir ese ejemplo. Mary Lyall comenzó a hablar públicamente sobre su experiencia, y ella y Doug fundaron el Centro para la Esperanza, que además de difundir información sobre personas desaparecidas y educar a las fuerzas del orden sobre sus mayores responsabilidades bajo las nuevas leyes, brinda apoyo a las familias de los desaparecido.
Los Lyall continuaron sus esfuerzos de cabildeo, que en 2008 dieron lugar a otra ley federal con el nombre de su hija. La Ley de Seguridad del Campus de Suzanne Lyall promulgó a nivel nacional disposiciones similares a las de la ley del estado de Nueva York de 1999. También obligó a que los colegios y universidades tuviesen políticas establecidas que definieran claramente el papel de las agencias de policía del campus, locales y estatales en la investigación de un crimen violento o desaparición en el campus, a fin de reducir la "confusión y retrasos"  que los Lyall creían que habían obstaculizado la investigación de la desaparición de Suzanne durante los días inmediatamente posteriores. Al igual que la legislación de 2003, se aprobó al incorporarse a un proyecto de ley relacionado más amplio, la Ley de Oportunidades de Educación Superior .
Otra "Ley de Suzanne" en la legislatura estatal aún no ha sido aprobada. El senador estatal James Tedisco, cuando era miembro de la Asamblea en 1999, presentó un proyecto de ley que aumentaría las penas por delitos violentos que se cometiesen en las instalaciones o dentro de  los 300 m de cualquier instalación educativa en el estado, desde guarderías hasta universidades.Otros proyectos de ley en el Senado estatal, presentados por el entonces líder mayoritario Joseph Bruno pasaron por esa cámara encada las sesión hasta 2007, pero el proyecto de ley de Tedisco nunca llegó al pleno de la Asamblea, incluso en la época en que era el líder minoritario de ese cuerpo. El senador continúa trabajando para que el proyecto sea aprobado.